# Juan Vital Sourrouille
Juan Vital Sourrouille (Adrogué, 13 de agosto de 1940-Buenos Aires, 21 de julio de 2021) fue un economista argentino que ejerció el cargo de ministro de Economía durante el gobierno de Raúl Alfonsín. Su gestión estuvo marcada por el Plan Austral.

## Biografía

### Comienzos
Sourrouille se graduó de Contador Público en la Facultad de Ciencias Económicas de la Universidad de Buenos Aires. En ese momento no existía la carrera de Economía en la universidad pero él comenzó a especializarse en el tema en el seminario dictado por Julio H.G. Olivera.
Entre 1969 y 1970 se desempeñó como director de recientemente creado INDEC. Entre 1971 y 1972 fue secretario del Instituto de Desarrollo Económico y Social (IDES), institución que posteriormente presidió entre 1973 y 1981 y luego en 1984. Actuó también como consultor de la CEPAL.
Ocupó la Subsecretaría de Economía durante la gestión de Aldo Ferrer e integró el Consejo Nacional de Desarrollo (CONADE).

### Ministro de Economía (1985-1989)
El 10 de diciembre de 1983 fue nombrado secretario de Planificación dentro de la Presidencia de la Nación del presidente Raúl Alfonsín. Al respecto, Sourrouille declaró:

Yo nunca fui radical, al menos hasta ese entonces. Tampoco fui peronista, sino más bien un independiente. Pero habían sido tan duros los años de la dictadura que todos estábamos dispuestos a hacer algo por el país. Lo conocí a Raúl Alfonsín antes de que se convirtiera en presidente. Fue una sorpresa que a pocos días de su triunfo electoral me llamase para convocarme para la Secretaría de la Planificación. Así se inició mi período en el Gobierno. Tengo un gran recuerdo de Bernardo Grinspun, su compromiso con la democracia y con el radicalismo era enternecedor.

En febrero de 1985 fue designado ministro de Economía por el presidente Alfonsín, reemplazando a Grinspun. 
Dada la situación económica de entonces, con una fuerte inflación cercana al 30 por ciento mensual y una elevada deuda externa, se pone en vigencia el Plan Austral, que consistió en una serie de medidas tendientes a mejorar la situación económica. En las principales medidas figuraban: un cambio único, con un régimen de control; tasas de interés libres; retenciones del 30 % al agro y del 20 % a la industria; precios administrados, con autorización para trasladar mayores costos que estuvieran comprobados. La medida más destacada fue la creación de un nuevo signo monetario, el austral. Este reemplazó al peso argentino a razón de $a 1000 por austral. 

¿Por qué el Gobierno hace el Plan Austral? En ese momento, el riesgo de que el presidente no pudiera sostener su mandato no era menor. Había que parar la inflación, como mínimo. En el Plan Austral, nosotros entendíamos que era inexorable hacer un congelamiento de precios para detener la inflación bruscamente, no había tiempo para más gradualismo.

El peso de la deuda externa y el desequilibrio macro económico resultaron abrumadores, el déficit público fue constante convirtiéndose en un problema grave: 1984, 10,5%; 1985, 7,7%. ni evitar la caída de la inversión bruta fija que fue del 9%, producto de una baja. Tampoco se logró la estabilidad monetaria ni se alcanzó el equilibrio en las cuentas públicas. En este sentido, el desequilibrio fiscal llegaba al 12,5% del mismo) la reducción de la inversión pública y la postergación del pago a los proveedores, aspectos que
repercutieron de manera desfavorable sobre el resto de la economía.
En junio de 1985, Alfonsín avisó que se implementaba una economía de guerra. Un decreto de necesidad y urgencia engendró el Plan Austral. En 1989, luego de la renuncia de Juan Vital Sourrouille fue designado por el presidente Raúl Alfonsín como Ministro de Economía Juan Carlos Pugliese, cargo que desempeñó brevemente en un contexto de aceleración de un proceso inflacionario que venía creciendo desde mediados del año anterior. Durante su gestión comenzó la hiper-inflación de 1989-90, que afectó a todo el sistema productivo y deterioró las condiciones de vida de los sectores más vulnerables de la sociedad
Un mes después, en mayo, se registraba el que por entonces era el mayor índice de inflación de la historia argentina,con un 114,4%, lo que técnicamente constituía una hiperinflación. El clima de incertidumbre y desconfianza se acentuaron, sumando interrogantes a las posibilidades reales del gobierno de afrontar el financiamiento de un déficit fiscal que llegaba al 14,5% del PBI, incrementándose el costo de la deuda externa.
En 1989 se desató la hiperinflación. Durante 1989 el gasto público representó el 35.6 % del PBI y el déficit fiscal ascendió al 7.6 % del PBI. De diciembre a diciembre la inflación alcanzó el 3079 %.

El Austral empezó a tener dificultades por la política económica del Gobierno de Estados Unidos. [...] Que cayesen los precios de los granos y aumentaran la tasa de interés internacional implicaba que las cuentas financieras en dólares que habíamos hecho para sostener el Austral tenían dificultades. Por otro lado, la caída de los precios internacionales hacía difícil el sostenimiento de las retenciones. 

Sourrouille renunció al Ministerio de Economía en marzo de 1989, en un país con crisis hiperinflacionaria. Su entonces viceministro, Rubén Chebaia, quedó a cargo del ministerio en la breve transición hasta la asunción de Juan Carlos Pugliese.

### Actividad posterior y fallecimiento
Desde que abandonó su cargo, Sourrouille se dedicó a actividades relacionadas con la investigación científica y docente, como reconocido experto en cuentas públicas.
Falleció en julio de 2021, a los 80 años, tras pelear contra un cáncer de colon. Se encontraba internado en el Instituto Argentino del Diagnóstico (IADT) desde pocos días antes de su fallecimiento.

## Obras
- Sourrouille, Juan Vital (1980). El complejo automotor en Argentina (Transnacionales en América Latina). México D.F.: Nueva Imagen.
- Sourrouille, Juan Vital & Richard Mallon (1973). La política económica en una sociedad conflictiva. El caso argentino. Amorrurtu.